# كوينسي هال
كوينسي هول (من مواليد 31 يوليو 1998) هو رياضي أمريكي في ألعاب القوى يتنافس في سباقات 400 متر و400 متر حواجز. فاز بالميدالية الذهبية في دورة الألعاب الأولمبية الصيفية 2024 في سباق 400 متر في وقت قدره 43.40 ثانية. سرعته هي خامس أسرع سرعة على الإطلاق، مما يجعله رابع أسرع شخص في سباق 400 متر في التاريخ عبر جميع المسابقات.

## روابط خارجية
- كوينسي هال في اللجنة الأولمبية الدولية